# Cedar Mills
Cedar Mills är en ort i Meeker County i Minnesota. Vid 2020 års folkräkning hade Cedar Mills 62 invånare.